# 55702 Thymoitos
55702 Thymoitos è un asteroide troiano di Giove del campo troiano. Scoperto nel 1977, presenta un'orbita caratterizzata da un semiasse maggiore pari a 5,2176038 UA e da un'eccentricità di 0,0332568, inclinata di 9,34441° rispetto all'eclittica.
L'asteroide è dedicato a Timete, membro del consiglio degli anziani di Troia.